# Boeckella tenera
Boeckella tenera is een eenoogkreeftjessoort uit de familie van de Centropagidae. De wetenschappelijke naam van de soort werd in 1912 voor het eerst geldig gepubliceerd door Georg Ossian Sars.